# جورج مكلارين
جورج مكلارين (بالإنجليزية: George McLaren)‏ هو مدرب كرة سلة أمريكي، ولد في 29 أغسطس 1896، وتوفي في 13 نوفمبر 1967 في توسون في الولايات المتحدة.

## وصلات خارجية
- جورج مكلارين على موقع كلية كرة السلة في سبورتس رفرنس.كوم (الإنجليزية)